# Epiplema secutaria
Epiplema secutaria är en fjärilsart som beskrevs av Walker 1866. Epiplema secutaria ingår i släktet Epiplema och familjen Uraniidae. Inga underarter finns listade i Catalogue of Life.